# 北部蛇頸龜
北部蛇頸龜，又可稱為皺面長頸龜、北部長頸龜、扁頭長頸龜、扁頭蛇頸龜是分布於澳洲北部，新幾內亞南部和皮特凯恩群岛的蛇頸龜品種，最大甲長40cm。
牠們是食肉性龜類，以魚、蝌蚪、兩棲類、其他龜種的幼龜，甲殼類、蠕蟲和昆蟲為食。牠們不是侵略性的龜種，遇到侵擾多數選擇游走而不是反擊。
牠們不只生活在淡水中，在新幾內亞南部也可在咸水環境中發現牠們。北部蛇頸龜喜歡把自己藏身在泥底和岩石以伏擊獵物。

## 與人類的關係
澳洲土著以北部蛇頸龜為其中一種食物。
在人工飼養時，因頸部長故須要空間較大水量較多的缸以便游泳。成體可以人工飼料為主食，但幼體多以活餌為主食、較難接受人工飼料。